# Fissurella nodosa
Fissurella nodosa is een slakkensoort uit de familie van de Fissurellidae. De wetenschappelijke naam van de soort is voor het eerst geldig gepubliceerd in 1778 door Born.